# Calungas

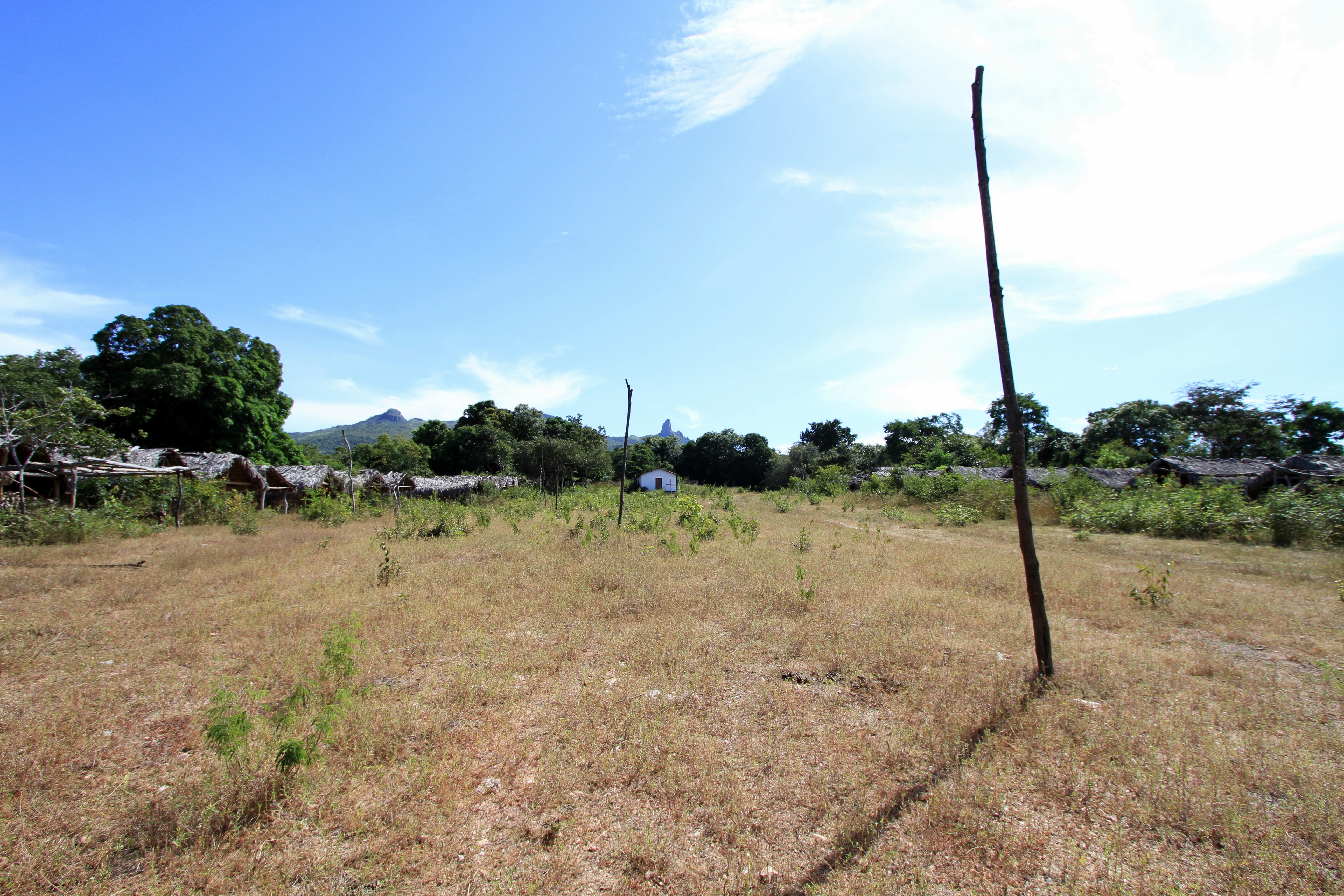
Capela do Vão do Moleque, na comunidade calunga Vão do Moleque, em Cavalcante, em Goiás, no Brasil

Calunga (kalunga) é o nome atribuído a descendentes de africanos escravizados fugidos e libertos das minas de ouro do Brasil central que formaram comunidades autossuficientes e que viveram mais de duzentos anos isolados em regiões[carece de fontes?] remotas próximas à Chapada dos Veadeiros, no atual estado de Goiás, no Brasil.

## Generalidades
São três as comunidades calungas: nos municípios de Cavalcante, Teresina de Goiás e Monte Alegre de Goiás. A mais populosa comunidade está situada no município de Cavalcante, com pouco mais de duas mil pessoas, distribuídas nas localidades do Engenho II, Prata, Vão do Moleque e Vão das Almas, sendo esta última a mais recente a se integrar no seio do município (cerca de trinta anos).
Mais recentemente, alguns estudos têm indicado a presença de calungas também em regiões do estado do Tocantins, nos arredores de Natividade e regiões isoladas do Jalapão. Durante todo este período, houve miscigenação com índios, posseiros e fazendeiros brancos. Houve, também, forte influência cultural de padres católicos, dando lugar a uma cultura hibridizada, característica que se manifesta na alimentação e no forte sincretismo religioso da mistura do catolicismo e de ritos africanos.

## Nome
Calunga significa "Tudo de bom" nas línguas bantas. Significa também "necrópoles" em quicongo. Dentro do espiritismo, pode significar "grande mar", e também o nome de uma falange. Nas religiões afro-brasileiras também significa "cemitério", e "calunga grande" significa "beira do mar". Na mitologia bantu, é o nome de uma divindade secundária.

## Política
Nas eleições municipais no Brasil em 2020, houve dois candidatos quilombolas disputando prefeituras. Vilmar Kalunga (PSB) foi eleito prefeito de Cavalcante (Goiás), com 1 959 votos, se tornando o primeiro prefeito Kalunga no Brasil.